# 벨콥스키섬

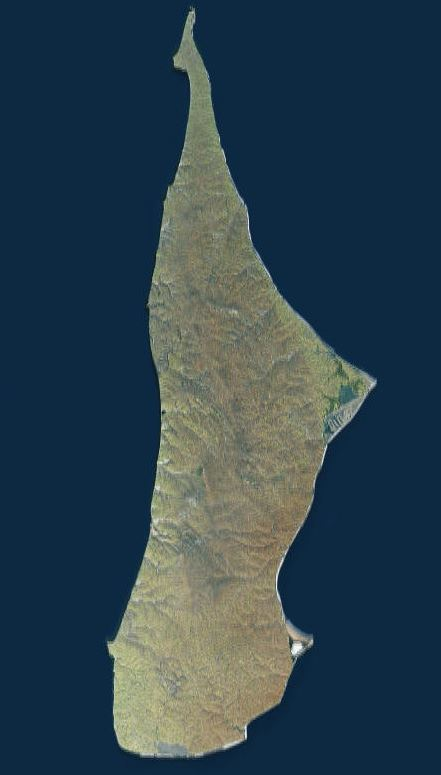

벨콥스키섬(러시아어: Бельковский остров)는 노보시비르스크 제도에 속한 섬으로 랍테프해에 위치해 있고, 사하 공화국에 속해 있다. 면적은 500 sq km이고 최고점은 120 m이다.
이 섬은 1808년에 발견되었고, 벨코프의 이름을 기념하기 위해 붙여졌다.